# Lasioptera psederae
Lasioptera psederae is een muggensoort uit de familie van de galmuggen (Cecidomyiidae). De wetenschappelijke naam van de soort is voor het eerst geldig gepubliceerd in 1934 door Ephraim Porter Felt.